# Thérèse de Saint-Phalle
 (novembre 2019).
Si vous disposez d'ouvrages ou d'articles de référence ou si vous connaissez des sites web de qualité traitant du thème abordé ici, merci de compléter l'article en donnant les références utiles à sa vérifiabilité et en les liant à la section « Notes et références ».
Pour les articles homonymes, voir Saint-Phalle.
Pour les autres membres de la famille, voir Famille de Saint-Phalle.
Thérèse Maria Frederica de Saint-Phalle, née le 7 mars 1930 à New York et morte le 8 mai 2023 à Paris, est une journaliste et femme de lettres française.

## Biographie
Née d'un père français, le banquier Alexandre de Saint-Phalle (1900-1990) cofondateur de Saint-Phalle & Co., et d'une mère américaine, Helen Georgina Harper (1900-1987), elle est cousine double germaine (les deux frères ayant épousé les deux sœurs) de Niki de Saint Phalle. Elle est également la cousine d'Alexandre de Marenches.
Elle fait ses études à Paris, où elle devient journaliste et collabore au journal le Monde, au Figaro littéraire, à la Revue de Paris ainsi qu'à la revue américaine Publishers Weekly. Elle travaille également dans une maison d'édition avant de publier ses premiers romans.
Elle a été directrice générale des éditions Stock (1984-1991) puis des éditions Plon, présidente des Gens du Livre, administratrice d’Islam et Occident et de La Fraternité d'Abraham et membre de l'Association française des United World Colleges (UWC France). Elle a d’autre part travaillé comme scénariste de plusieurs films télévisés (Une fugue à Venise, Il y a encore des noisetiers, À trois temps).
Elle était mariée à Jehan de Drouâs, mère d'un enfant, deux fois grand-mère et arrière-grand-mère.

## Publications
- La Mendigote (1966)
- La Chandelle (1967)
- Le Tournesol (1968)
- Le Souverain (1970)
- La Clairière (1974)
- Le Métronome (1980)

Prix Alice-Louis-Barthou de l’Académie française
- Le Programme (1985)
- L'Odeur de la poudre (1988)